# در کشویی (خودرو)

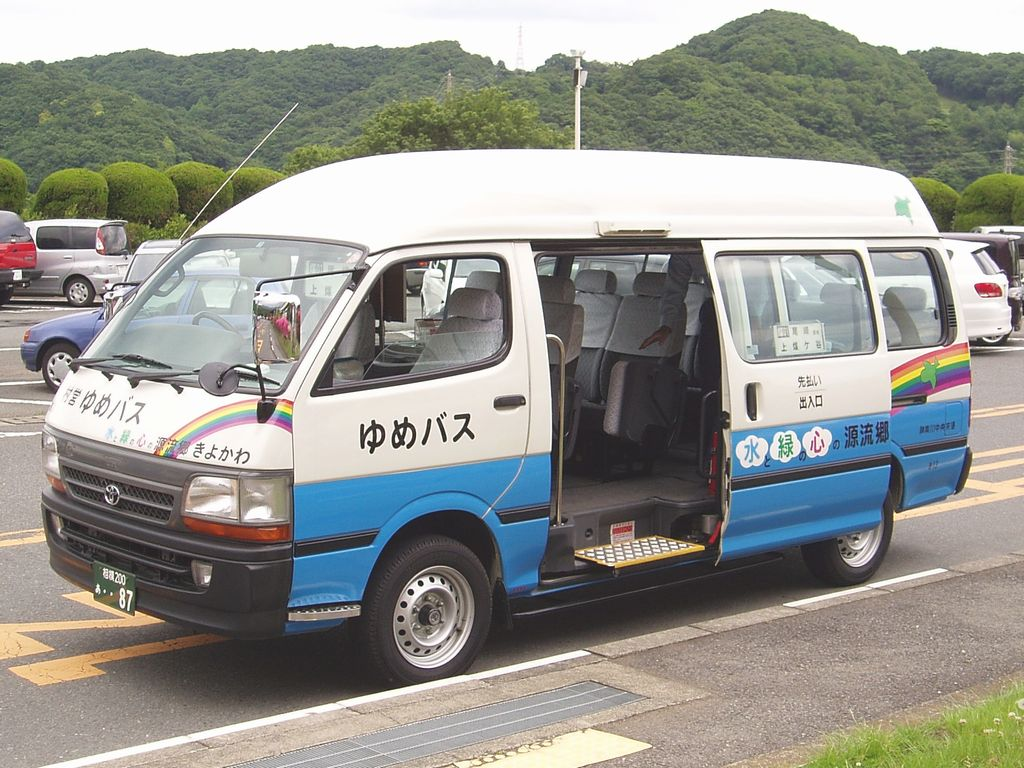
یک مینی‌بوس با درِ کشویی.

درِ کشویی از گونه‌های درهای خودرو است.
این نوع بیشتر در ون‌ها کاربرد دارد. به کارگیری در کشویی روی خودروهای چند منظوره (MPV) نیز صورت می‌گیرد.
عموماً این درها به صورت افقی حرکت می‌کنند اما درِ کشویی ب‌ام‌و Z۱ (مدل ۱۹۸۹) به طور عمودی جابه‌جا و در داخل بدنه ناپدید می‌شود.